# 普魯士的海因里希王子 (1726年—1802年)
海因里希（德語：Friedrich Heinrich Ludwig, Prince of Prussia，1726年1月18日—1802年8月3日），腓特烈大帝三弟，普魯士將軍。
他與其兄的衝突亦為後人所流傳。海因里希在七年戰爭中綻放光芒，在羅斯巴赫會戰中率領7個步兵營殺進亂成一團的法軍，造就了其兄輝煌的戰績。其後在西南戰線獨當一面，鎮守薩克森，與腓特烈主力遙相呼應。1758年10月，他與腓特烈在薩克森首府德累斯頓會師，參與霍克齊戰役。1759年初他出奇兵成功地燒毀了奧地利軍隊糧草囤積地，又在後來的庫勒斯道夫戰役中以4萬普軍在奧軍背後出擊，破壞其交通線，使得奧軍不得不撤退回防。1761年海因里希在薩克森，僅以28,000人對付道恩的6萬大軍。在戰爭後期，海因里希和塞德利茨在另外的弗賴堡戰役上獲得大捷，逼使了奧地利退兵。海因里希在1752年6月25日在夏洛滕堡迎娶了黑森-卡塞爾的威廉明妮，但並無子嗣。
七年戰爭後，海因里希曾經到聖彼得堡訪問葉卡捷琳娜大帝，提出瓜分波蘭的計畫。1778年巴伐利亞王位繼承戰爭爆發，海因里希大力反對開戰，並於冬天辭職。1786年，以亞歷山大·漢密爾頓為首的美國人曾考慮邀請他為美國的國王，但此項建議很快便被撤銷了。
海因里希與兄長腓特烈大帝的衝突是基於海因里希曾經嘗試成為俄國葉卡捷琳娜二世佔領瓦拉幾亞而建立的附庸國國王。海因里希亦曾兩次為自己謀求波蘭王位，但是被腓特烈大帝所否決。
1786年，腓特烈大帝逝世，侄兒腓特烈·威廉二世繼位，海因里希又嘗試加強自己對國王的影響力。至1797年，腓特烈·威廉三世繼位，海因里希成為國王的重要謀臣。
1802年，海因里希於莱茵斯贝格逝世。